# Gennagyij Nyikolajevics Nyikonov
Gennagyij Nyikolajevics Nyikonov (oroszul: Геннадий Николаевич Никонов; Izsevszk, 1950. augusztus 11. – 2003. május 14.) szovjet/orosz fegyvertervező, legismertebb alkotása az AN–94 gépkarabély.
1950. augusztus 11-én született Izsevszkben. Szülei fegyvergyári munkások voltak, apja és anyja is az Izsmasnál dolgozott. 1968-ban fejezte be az Izsevszki Ipari Technikumot, majd ezt követően az Izsmasnál a gyár főkonstruktőrének tervezőirodájában kezdett dolgozni technikusként. Még iskolás évei alatt komolyan foglalkoztatták a víz alatti fegyverek. Közben munka mellett az Izsevszki Műszaki Főiskola levelező esti tagozatán tanult. 1975-ben fejezte be a főiskolát kitűnő minősítéssel. Utána légfegyverek és sport, valamint céllövő fegyverek fejlesztésével foglalkozott Jevgenyij Dragunov mellett, aki legfőbb tanítómestere volt. Nevéhez fűződik az Izjubr vadászpuska, amely a szovjet pártelit egyik kedvenc vadászfegyverévé vált. Később az Izsmas egyik tervezőirodájának a vezetője lett. Legjelentősebb alkotása az AN–94 gépkarabély, amelyen még az 1980-as évek elején kezdett el dolgozni, mint a Szovjet Hadsereg Abakan nevű pályázatára szánt fegyveren. A fejlesztőmunka tíz éve alatt több mint 10 kísérleti példányt készített. A visszarúgás csökkentésére illetve ebből eredően a pontosság növelésére Nyikonov egy különleges hátrasiklásos fegyvert tervezett, amelyet az Orosz Hadseregnél 1994-ben rendszeresítettek. Az 1990-es években főleg vadászfegyverekkel foglalkozott, ekkor tervezte meg a Szajga–12 és Szajga–20 öntöltő vadászpuskákat. 2003. május 14-én hunyt el.

## Külső hivatkozások
- Az Izsevszki Gépgyár (Izsmas) honlapja (oroszul) és (angolul)